# وولفگانگ گروسشتوک
وولفگانگ گروسشتوک (به آلمانی: Wolfgang Großstück) بازیکن فوتبال و دروازه‌بان اهل آلمان شرقی بود که از سال ۱۹۵۸ میلادی عضو تیم ملی فوتبال آلمان شرقی بوده‌است. وی در ۱ بازی ملی حضور داشته و در بازی‌های ملی‌اش گلی به ثمر نرساند. وولفگانگ گروسشتوک آخرین بازی ملی خود را در سال ۱۹۵۸ میلادی انجام داد.